# Ruta Provincial 16 (Córdoba)
La Ruta Provincial 16 es una carretera argentina, de jurisdicción provincial que se encuentra en la región norte de la Provincia de Córdoba.
Posee orientación oeste - este y es una vía de comunicación con poco tráfico.
En el año 2021, se licitó la obra de pavimentación de los últimos 18 km de esta vía de comunicación, y a finales de 2023, el gobernador de la provincia, inauguró un tramo de este trabajo. Se espera que durante el año 2024, se finalice esta obra tan esperada por los vecinos de Las Arrias.

## Localidades
A lo largo de su derrotero, esta ruta cruza las localidades que se detallan a continuación. Aquellas con letra en itálica, son cabecera de su departamento. Los datos de población (entre paréntesis), fueron obtenidos del censo.
Las localidades con la leyenda s/d hacen referencia a que no se encontraron datos oficiales.
- Departamento Cruz del Eje: Cruz del Eje (30.844).
- Departamento Ischilín: Huascha (s/d), Chuña (563), Jaime Peter (s/d), Deán Funes (21.518)
- Departamento Tulumba: Sauce Punco (s/d), Inti Huasi (s/d), Villa Tulumba (1.597), San José de la Dormida (4.510), Las Arrias (1.179)

## Recorrido
|  | CONTgq | ABZq+lr | CONTfq |  |  |

|  |  | STR |

|  | GRZq | STR+GRZq | GRZq |  |  |

|  |  | STR |

|  |  | BHF |

|  | CONTgq | TEEeq |  |  |  |

|  |  | BHF |

|  | WASSERq | WBRÜCKE1 | WASSERq |  |  |

|  |  | BHF |

|  | CONTgq | TBHF | CONTfq |  |  |

|  |  | STR |

|  | GRZq | STR+GRZq | GRZq |  |  |

|  |  | STR |

|  |  | BHF |

|  |  | BHF |

|  | CONTgq | TBHF | CONTfq |  |  |

|  |  | tSTRa |

|  |  | tSTRe@f |

|  | tCONTgq | SHI4gl+lq | CONTfq |  |  |

## Nota
1. ↑   El kilometraje fue tomado del amojonado en ruta. En caso de ausencia de los mismos, se calculó según información disponible en Internet, o verificación in situ .
2. ↑   Datos oficiales según Dirección de Estadísticas y censos del Gobierno de la Provincia de Córdoba, año 2010 Según datos INDEC